# Holzheim (Aar)

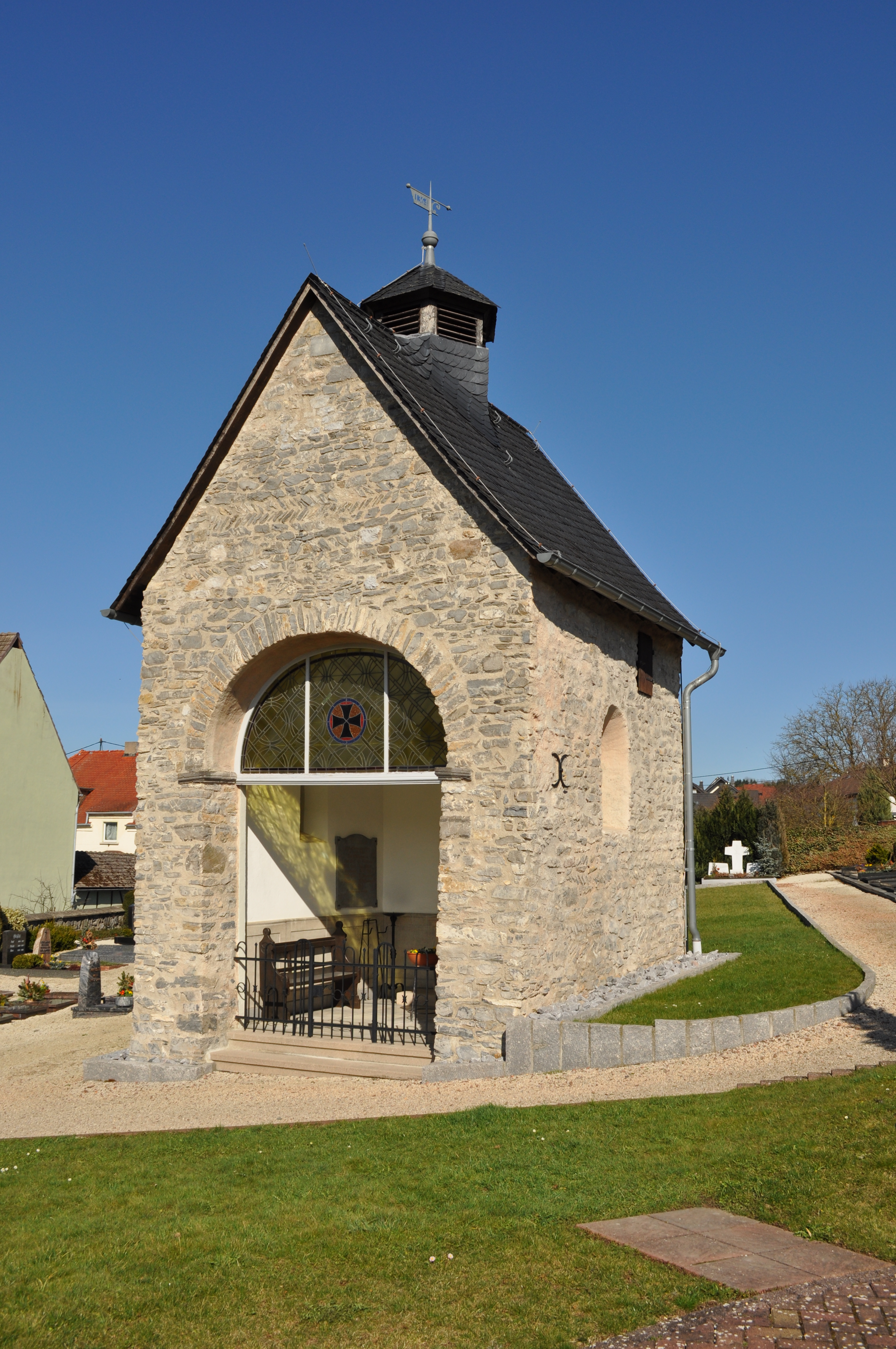
Kriegergedächtniskapelle

Holzheim ist eine Ortsgemeinde im Rhein-Lahn-Kreis in Rheinland-Pfalz. Sie gehört der Verbandsgemeinde Diez an und liegt im Dreieck mit den Städten Diez und Limburg an der Lahn.

## Geographie
Holzheim liegt an der Aar 3 km südöstlich von Diez und 4 km südlich von Limburg an der Lahn an der Grenze zu Hessen.

### Klima
Der Jahresniederschlag beträgt 692 mm.

## Geschichte
Das Dorf Holzheim wurde zum ersten Mal im Jahr 772 schriftlich in einer Schenkungsurkunde des Lorscher Codex erwähnt. Die Burg Ardeck wurde erstmals 1395 erwähnt, erbaut von dem Grafen Adolph von Diez und Nassau. Der Ort Holzheim war Teil der Grafschaft Diez. Ab 1806 war der Ort Teil des Herzogtums Nassau, das 1866 von Preußen annektiert wurde. Seit 1946 ist der Ort Teil des Landes Rheinland-Pfalz.
Die Einwohnerschaft entwickelte sich im 19. und 20. Jahrhundert wie folgt: 1843: 371 Einwohner, 1927: 571 Einwohner, 1964: 654 Einwohner.

## Religion
Holzheim ist der römisch-katholischen Pfarrei Herz-Jesu in Diez zugeordnet und gehört mit ihr zum pastoralen Raum Diez, welcher selbst wiederum dem Bezirk Limburg im Bistum Limburg eingegliedert ist.
Auf evangelischer Seite ist der Ort der Kirchengemeinde Flacht im Dekanat Nassauer Land  der Propstei Rheinhessen-Nassauer Land in der Evangelischen Kirche in Hessen und Nassau (EKHN) zugehörig.

## Politik

### Gemeinderat
Der Gemeinderat in Holzheim besteht aus zwölf Ratsmitgliedern, die bei der Kommunalwahl am 9. Juni 2024 in einer personalisierten Verhältniswahl gewählt wurden, und dem ehrenamtlichen Ortsbürgermeister als Vorsitzendem. 2004 fand eine Mehrheitswahl statt.
Die Sitzverteilung im Gemeinderat:
| Wahl | CDU           | WGR           | WGL *         | FWG *         | Gesamt   |
| ---- | ------------- | ------------- | ------------- | ------------- | -------- |
| 2024 | –             | –             | 9             | 3             | 12 Sitze |
| 2019 | –             | –             | 10            | 2             | 12 Sitze |
| 2014 | –             | –             | 10            | 2             | 12 Sitze |
| 2009 | 1             | 2             | 9             | –             | 12 Sitze |
| 2004 | Mehrheitswahl | Mehrheitswahl | Mehrheitswahl | Mehrheitswahl | 12 Sitze |

### Bürgermeister
Ortsbürgermeister von Holzheim ist Werner Dittmar. Bei der Direktwahl am 26. Mai 2019 wurde er mit einem Stimmenanteil von 86,32 % und am 9. Juni 2024 als einziger Bewerber mit 90,6 % jeweils für fünf Jahre wiedergewählt.

### Gemeindepartnerschaften
Holzheim (Aar) unterhält eine Partnerschaft mit der Gemeinde Mönkeberg in Schleswig-Holstein.
Seit 20. Juli 1988 besteht eine kommunale Partnerschaft mit dem Sektor Birembo in Ruanda, der seit einer Verwaltungsgebietsreform Anfang 2006 zum Sektor Rambura gehört.

## Kultur und Sehenswürdigkeiten

### Bauwerke

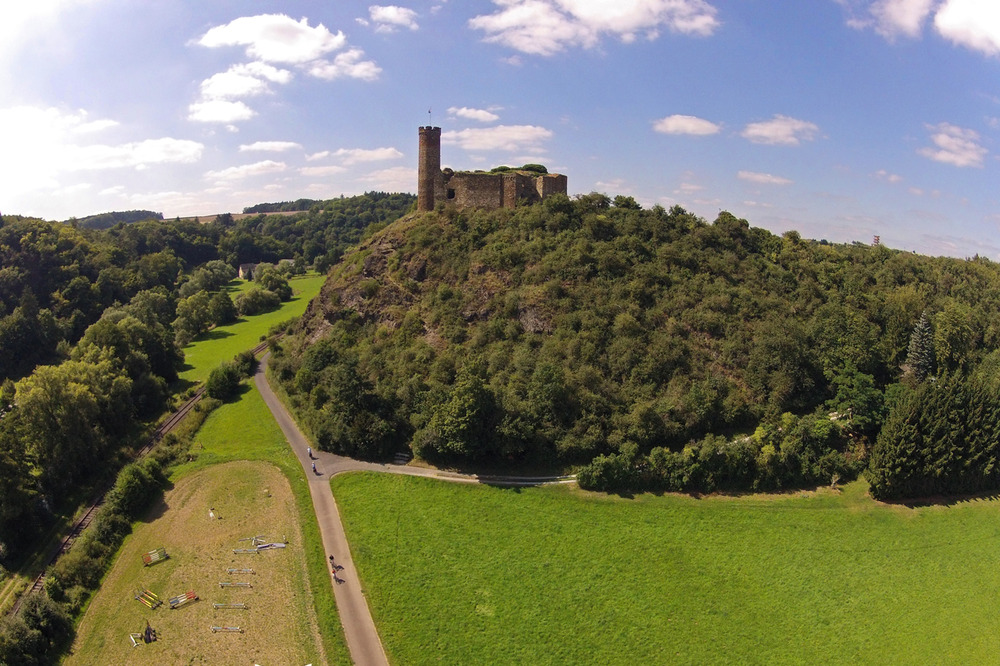
Burgruine Ardeck bei Holzheim

- Auf einer Anhöhe, das Aartal und das Dorf überblickend, befindet sich die Burgruine Ardeck, die alle zwei Jahre Schauplatz der Ardeck Burgfestspiele ist.
- Die Kriegergedächtniskapelle auf dem Friedhof von Holzheim ist ein denkmalgeschützter Bau auf Basis eines romanischen Chors einer untergegangenen Kirche.

### Freizeit
Der Aartalradweg und der Wanderweg Aar-Höhenweg verlaufen durch Holzheim.

## Wirtschaft und Infrastruktur

### Wirtschaft
Holzheim ist eine ländliche Wohngemeinde.

### Verkehr

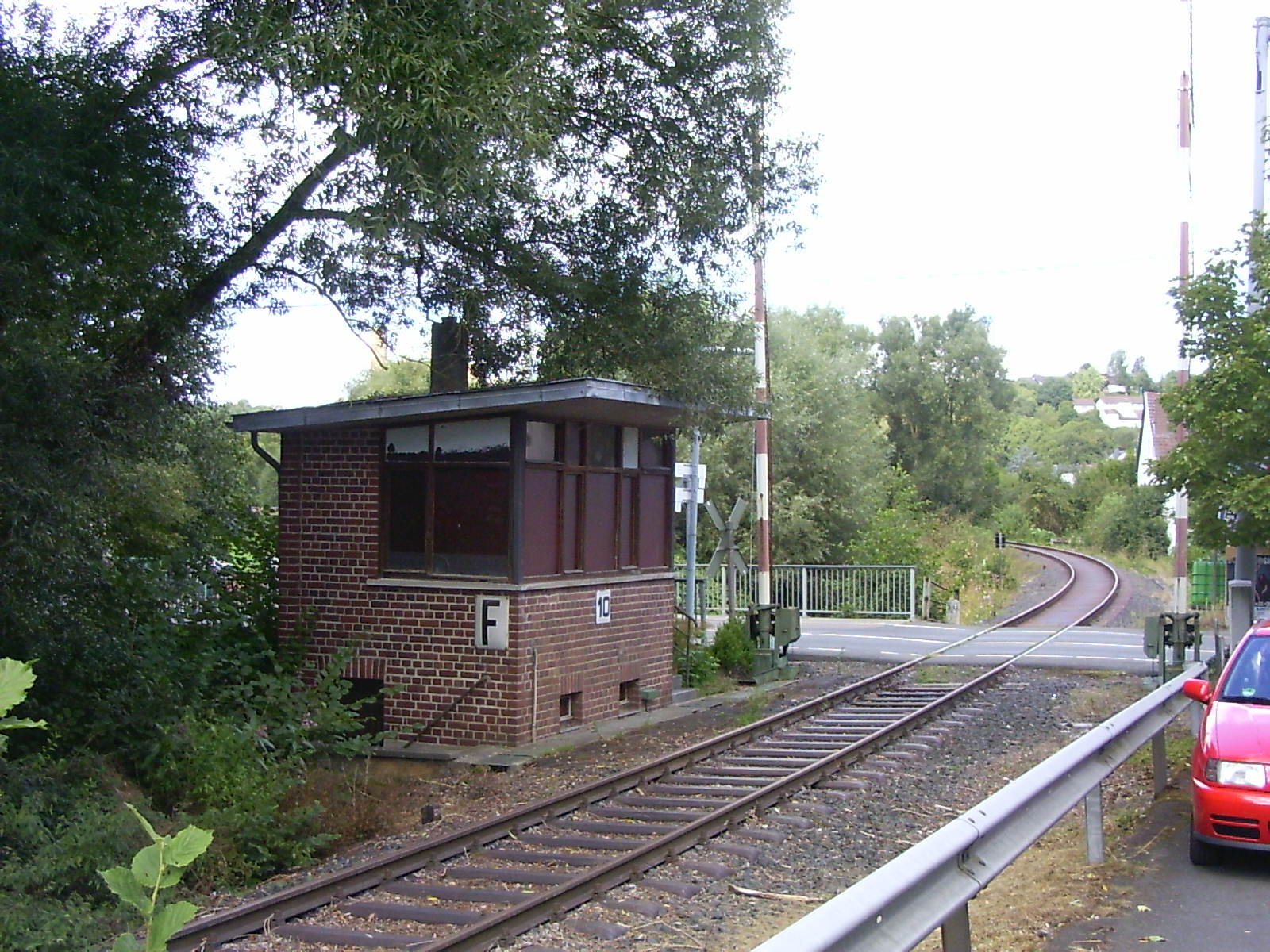
Bahnübergang der Aartalbahn in Holzheim

Die B 54 führt in Nord-Süd-Richtung nach Diez und Limburg an der Lahn westlich an Holzheim vorbei. Die nächstgelegene Autobahnanschlussstelle ist Limburg Süd an der A 3.
Holzheim ist mit der Buslinie 284 des Verkehrsverbunds Rhein-Mosel, die Holzheim mit Diez und Limburg an der Lahn verbindet, an den öffentlichen Personennahverkehr angebunden. Im Dezember 2014 sollte die Aartalbahn auf dem Streckenabschnitt von Limburg nach Zollhaus für den öffentlichen Personennahverkehr mit einem Stundentakt reaktiviert werden. Holzheim hätte dann den Planungen nach erstmals einen Haltepunkt erhalten, der den Ort in wenigen Minuten mit Diez und Limburg verbindet. Der nächstgelegene ICE-Fernbahnhof ist der Bahnhof Limburg Süd.

## Persönlichkeiten
- Wilhelm Hartung (1885–1958), Landrat des Unterlahnkreises (1945 und 1947–1950) und des Landkreises Sankt Goar (1945–1947)